# Ulisse

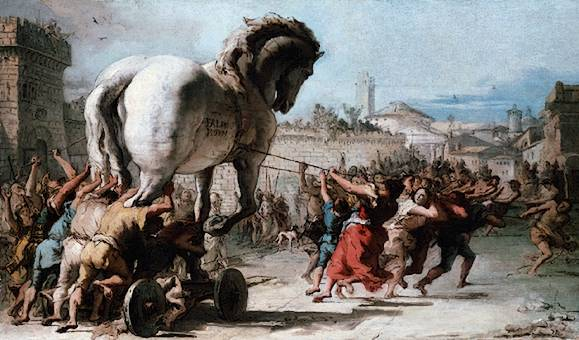
Giovanni Domenico Tiepolo, Processione del cavallo di Troia, 1773

Ulisse (dal latino Ulixēs, -is) o Odisseo (in greco antico: Ὀδυσσεύς?), Re di Itaca, figlio di Laerte, è uno degli eroi achei descritti da Omero nell'Iliade e nell'Odissea, che lo vede come protagonista e dal quale prende il nome. Uomo di grande astuzia e intelligenza, è frequentemente in contrasto con gli dèi (come Poseidone, la cui ira fu la causa di molte delle sue peripezie) ed i suoi stratagemmi per vincere i propri nemici o scampare a grandi pericoli sono divenuti celebri.
Centrale nella cultura occidentale, la figura di Ulisse esprime il desiderio umano della scoperta e della ricerca dell'ignoto, unitamente all'affermazione dell'ingegno e della ragione umana contro le forze ineluttabili del fato e degli dèi.

## Il nome e il suo significato
Il vero nome di Ulisse era Odisseo, nome dal significato formidabile che gli fu assegnato dal nonno materno Autolico motivandolo come "odiato dai nemici", quei nemici che lui farà per il primato della sua mente, "futura cagione di molte invidie". Ὀδυσσεύς Odysséus deriverebbe dal verbo greco ὀδύσσομαι odýssomai, "odiare", "essere odiato", quindi significherebbe "Colui che è odiato", ma fra i possibili significati dobbiamo citare "collerico" o addirittura "il piccolo", quest'ultima definizione si adatterebbe alla sua statura, non altissima.
Ulisse, epiteto datogli dai Romani e reso celebre da Livio Andronico (che significa "Ferito a un'anca"), epiteto formato da due parole in riferimento a una ferita riportata alla coscia in una battuta di caccia al cinghiale (nelle foreste di Castalia), è la "personificazione" dell'ingegno, del coraggio, della curiosità e dell'abilità manuale.

## Il personaggio
Secondo il mito, Ulisse è figlio di Anticlea e di Laerte, dal quale ha ereditato il regno di Itaca. Da parte materna è quindi pronipote di Ermes. Sposo di Penelope, è il padre di Telemaco e, secondo molte tradizioni, di Telegono, avuto con la maga Circe.
Secondo un'altra tradizione il vero padre di Ulisse era Sisifo, grande ingannatore degli dèi, che lo generò con la madre Anticlea in qualità di amante prima che si unisse col re di Itaca Laerte.
Ulisse si vanta di discendere per via paterna direttamente da Giove, in quanto il padre di Laerte, cioè suo nonno paterno Arcesio, sarebbe stato figlio di Giove (Ovidio, Metamorfosi, XIII, 144-145).
Famoso per i suoi viaggi e le sue avventure, Ulisse è un uomo dotato di grande astuzia, in grado di escogitare piani ed espedienti per fronteggiare i più diversi pericoli ed avversari. Celebre è la sua grande curiosità verso ciò che è ignoto e sconosciuto, che frequentemente lo spinge ad avventurarsi volontariamente nel pericolo. Non è esente tuttavia da accorta prudenza.

## La follia simulata
Odisseo aveva consultato un oracolo dal quale era stato ammonito che, se fosse partito per la città di Troia, sarebbe tornato in patria solo dopo vent'anni e in condizioni di miseria. In seguito, quando Agamennone, accompagnato da Menelao e Palamede, fece visita all'eroe per convocarlo in onore del solenne giuramento che aveva pronunciato sulle carni di cavallo, Odisseo architettò di giustificare la sua riluttanza alla guerra fingendosi pazzo. Fu sorpreso, infatti, con un cappello da contadino a forma di mezzo uovo mentre arava un campo, pungolando un asino e un bue aggiogati insieme e lanciandosi alle spalle manciate di sale. Palamede, per verificare la sanità dell'uomo, strappò suo figlio Telemaco dalle braccia della madre e lo posò per terra, davanti alle zampe delle bestie aggiogate all'aratro; Odisseo subito arretrò tirando le redini per risparmiare il figlio, smascherando così la sua macchinazione, e cedette ad arruolarsi nella spedizione.

## Le versioni sul cavallo di Troia
Il mito narra che è Ulisse a escogitare l'idea del cavallo di Troia per fare breccia nelle mura ed entrare in città, tuttavia esistono diverse versioni di tale racconto:
- secondo Apollodoro, Ulisse concepisce il progetto del cavallo di Troia, ma è Epeo, figlio di Panopeo e famoso artista, a costruirlo prendendo il legno dal sacro monte Ida[5];
- secondo Igino, è lo stesso Epeo, con l'aiuto di Atena, che riuscì a realizzare l'intera opera senza l'aiuto di Ulisse[6];
- secondo Tzetze, Prilide, guidato da Atena, propose l'idea del cavallo di legno ed Epeo fu ben lieto di costruire tale opera. Ulisse ne prese tutto il merito[7];
- secondo Pausania, il cavallo di legno era semplicemente una macchina bellica con la quale i Greci attaccarono le mura e le distrussero[8];
- secondo Virgilio, i Troiani ritennero che il cavallo fosse un dono di Atena, dato che Odisseo e Diomede avevano derubato il tempio della dea,[9] Ulisse avrebbe perciò consacrato il cavallo ad Atena per evitare la sua collera[10].

## Ritorno a Itaca

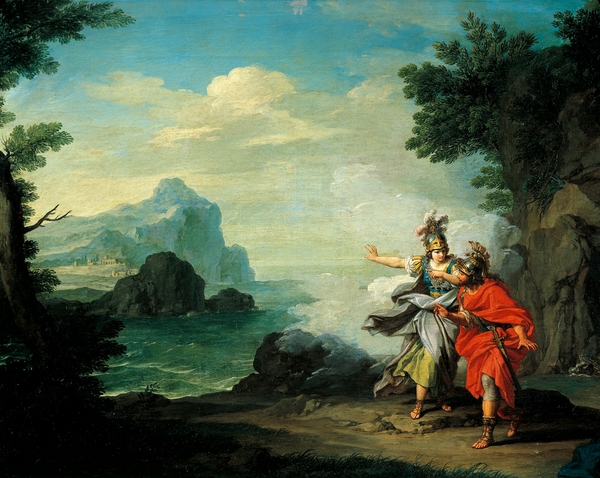
Giuseppe Bottani, Atena rivela Itaca a Ulisse, 1775, Pavia, Pinacoteca Malaspina

Odisseo, affezionato alla sua terra, vorrebbe ritornare agli affetti familiari e alla nativa Itaca dopo i dieci anni passati a Troia a causa della guerra, ma l'odio di un dio avverso, Poseidone, glielo impedisce. Costretto da continui incidenti e incredibili peripezie, dopo altri dieci anni, grazie anche all'aiuto della dea Atena, riesce a portare a compimento il proprio ritorno a casa.

### Le tappe
Le tappe del ritorno (in greco νόστος nòstos) sono dodici, numero degli insiemi perfetti. Si alternano tappe in cui l'insidia è manifesta (mostruosità, aggressione, morte) a tappe in cui l'insidia è solo latente: un'ospitalità che nasconde un pericolo, un divieto da non infrangere. Ulisse continua a non riuscire a tornare a Itaca perché il dio Poseidone, adirato con lui, gli scatena contro venti furiosi, continui naufragi e pericolosi approdi in altre terre.

### I Ciconi
Dopo la partenza da Troia, Ulisse fa tappa a Ismaro, nella terra dei Ciconi (in greco, Kìkones), e li attacca per fare bottino. Qui risparmia Marone, sacerdote di Apollo, che gli dona del vino forte e dolcissimo che gli tornerà utile nella grotta di Polifemo.

### I Lotofagi
Seconda tappa nella terra dei Lotofagi, cioè mangiatori di loto. Essi sono ospitali ma insidiosi: offrono infatti ai compagni di Ulisse il loto, un frutto che fa dimenticare il ritorno, costringendo l'eroe a legarli e a trascinarli a forza sulle navi.

### Il ciclope Polifemo
Ulisse, insieme ai suoi compagni, approda su un'isola abitata dalle ninfe. Ulisse vuole andare a chiedere ospitalità in un'isola vicina e porta con sé una nave e alcuni suoi compagni. Giungono nella grotta di Polifemo, che nel frattempo è uscito a pascolare le pecore, e la trovano con i graticci pieni di formaggi enormi e il latte appena munto. I compagni pregano Ulisse di prendere i formaggi, rimettersi in mare e scappare, ma l'eroe vuole ricevere i doni dell'ospitalità. Polifemo ritorna: è orrendo, un gigante con un solo occhio in mezzo alla fronte. Quando li vede sta preparando la sua cena, e allora prende due compagni di Odisseo e li divora. Poi si mette a dormire, così Ulisse medita come scappare da quella disavventura.
Inizialmente pensa di estrarre la spada e così ucciderlo, ma poi riflette che in quel modo sarebbero morti anche loro, perché nessuno poteva smuovere il grande macigno che il ciclope aveva posto davanti alla porta. Poi vede un ramo d'ulivo, gigantesco, ancora verde, che a lui pareva l'albero di una nave da venti remi, e che Polifemo aveva conservato per farne un bastone. Ordina ai compagni di tagliarne un pezzo e intanto lui lo appuntisce. La sera dopo l'eroe offre al ciclope il vino che gli aveva donato Marone. Polifemo, contento del vino offerto, chiede poi a Ulisse il suo nome. L'eroe acheo risponde che il suo nome è "Nessuno" (in greco antico "οὐδείς" - oudeís - parola assonante con il nome di Odisseo). Il ciclope si addormenta, ubriaco a causa del potente vino bevuto, e Ulisse e i compagni colgono l'occasione: prendono il ramo, fanno diventare incandescente la punta dell'ulivo e accecano l'unico occhio del ciclope. Il gigante urla di dolore e gli altri due fratelli di Polifemo accorrono, ma ritornano indietro quando il ciclope dice: "Nessuno, amici, mi uccide con l'inganno e non con la forza". La mattina dopo Polifemo fa uscire a pascolare le sue pecore, ma per evitare che qualcuno fugga, stende le mani in modo da tastare il vello delle pecore. Allora l'eroe e i suoi compagni si legano sotto dei montoni, riuscendo così a sfuggire.

### Eolo
Ulisse giunge quindi nell'isola di Eolo, che era il potente Dio dei venti, da cui viene ospitalmente accolto per un mese, ricevendo in dono l'otre dei venti, accompagnato da un divieto da non infrangere: nessuno dovrà aprire l'otre. Saranno i compagni però che, invidiosi del dono dell'ospite, ormai in prossimità di Itaca, approfittando del sonno di Ulisse, apriranno l'otre scatenando i venti che risospingeranno la nave al largo.

### I Lestrigoni
Quinta tappa presso i Lestrigoni, giganti mostruosi quasi quanto i ciclopi. Anche qui Ulisse perde alcuni compagni e i giganti bersagliano la sua flotta abbattendo undici navi. Solo quella dell'eroe si salva.

### Circe e l'Ade
Giunge poi nell'isola di Circe, una dea seducente che trasforma i compagni di Ulisse in porci. Grazie all'aiuto di Ermes, che gli dà una misteriosa erba quale antidoto alla maledizione della dea, l'eroe riesce a evitare l'insidia e costringe Circe a restituire ai compagni sembianze umane. Dopo essersi fermato un anno da Circe, Ulisse si dirige verso il regno dei morti per interrogare l'indovino Tiresia per avere informazioni sul suo futuro. Lì incontra le anime dei morti tra cui la madre Anticlea morta di crepacuore e interroga l'indovino Tiresia. Quindi torna da Circe che lo consiglia sulla rotta da seguire, su come comportarsi con le Sirene, Scilla e Cariddi, e lo invita a guardarsi dal toccare le vacche sacre del dio del sole.

### Le sirene
Rimessosi in rotta, Odisseo se la vede con le pericolose sirene; allora, seguendo il consiglio datogli da Circe prima della partenza, tappa le orecchie ai compagni e si fa legare all'albero maestro della nave per udire il loro canto, che trae a morte certa tutti coloro che le ascoltano. Superato lo scoglio delle sirene, Ulisse si dirige verso lo stretto di Messina.

### Scilla, Cariddi e l'isola di Elio
Ulisse tenta di superare i mostri Scilla e Cariddi, evitando la rotta alternativa verso le Simplegadi che Circe gli ha sconsigliato. La dea lo ha anche avvertito di non armarsi in presenza di Scilla, ma Ulisse dimentica il suo monito. Inoltre, per non atterrire troppo i compagni, l'eroe parla loro della sola Cariddi. Scilla mangia sei dei compagni di Ulisse, mentre Cariddi risucchia le acque. Dopo aver affrontato i due mostri, Odisseo, approdato coi compagni superstiti sull'isola di Trinacria, non riesce a frenare la voglia dei compagni di banchettare con le invitanti mucche di Elio. Anche se è molto preoccupato, Odisseo riparte insieme ai compagni ma gli dei arrabbiati con i suoi compagni che avevano ucciso le vacche sacre scatenano una terribile tempesta che affondando la nave fa annegare tutti i marinai tranne Odisseo.

### Calipso

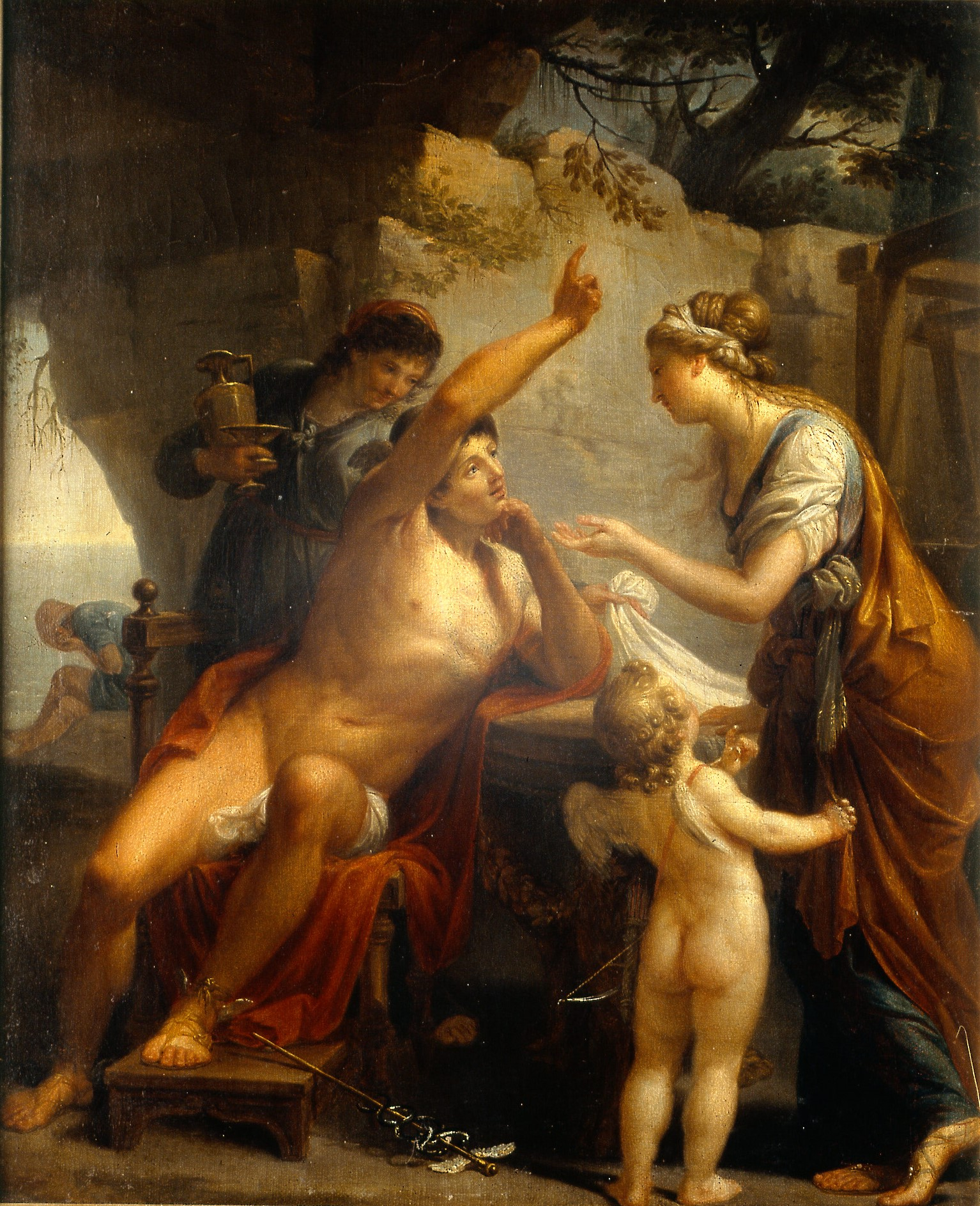
Bernardino Nocchi, Mercurio ordina a Calipso di lasciar partire Ulisse (Il pianto di Ulisse), Museo civico di Modena

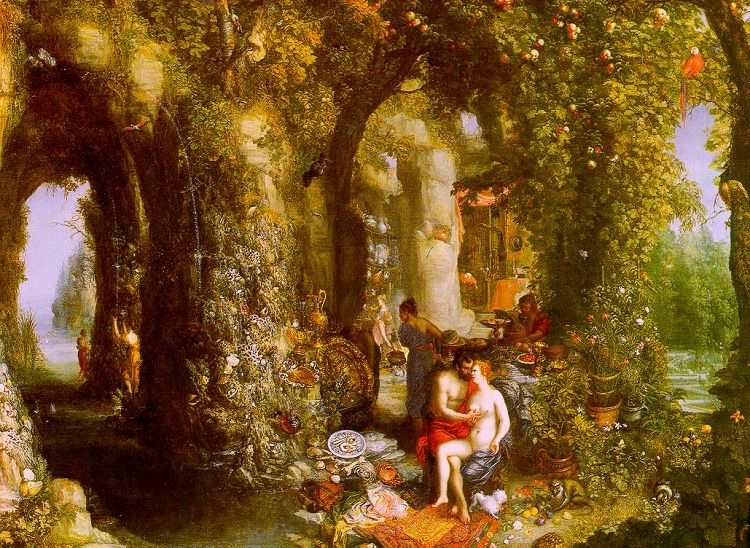
Gli amori di Ulisse e Calipso, dipinto di Jan Brueghel il Vecchio, Londra, Johnny van Haeften Gallery

Scampato alla tempesta, riesce a raggiungere con tutte le sue forze l'isola di Ogigia dove sviene e viene salvato dalla ninfa Calipso che si prende cura di lui. Calipso si innamorò perdutamente dell'eroe, infatti cercò in tutti i modi di trattenerlo, anche quando, dopo sette anni di "prigionia" lontano da casa, Ermes andò ad avvisare la ninfa di lasciare Ulisse, il quale, costruita una barca, partì per Itaca, ma a un passo dalla terra natia Poseidone lo fermò. Ma la dea marina Ino aiutò Odisseo ad approdare in una terra sconosciuta, quella dei Feaci.

### I Feaci

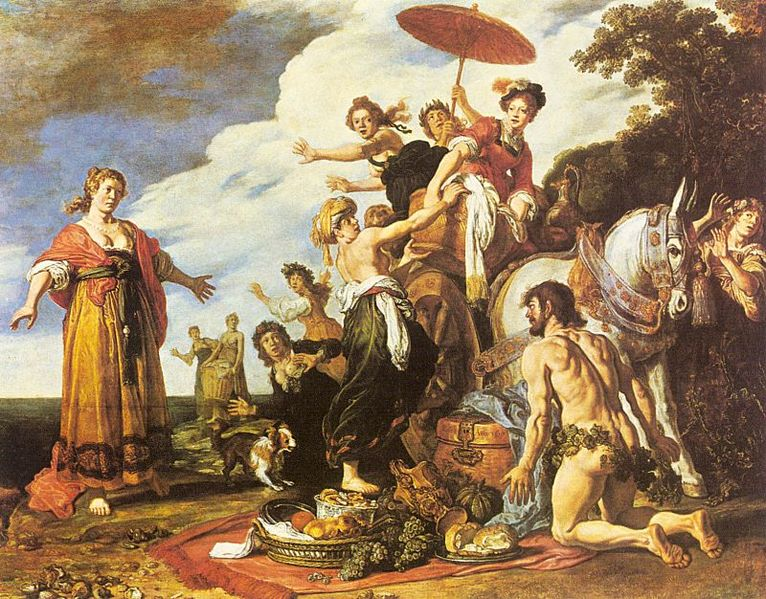
Ulisse si presenta a Nausicaa sulla spiaggia, dipinto di Pieter Lastman, 1617, Monaco, Alte Pinakothek

. Finalmente dopo sette anni Odisseo riuscì a ripartire ma Poseidone furioso scatena una terribile tempesta. Ulisse naufrago con tutte le sue forze nuota e raggiunge l'isola di Scherma dove cade a terra e si addormenta stremato dalla fatica. Il giorno dopo viene svegliato da alcune voci e curioso esce dal suo nascondiglio. Le ancelle scappano terrorizzate ma la principessa Nausicaa lo aiuta e lo guida alla corte di suo padre dove viene accolto dal re Alcinoo. Lì viene ospitato e dopo aver raccontato la sua storia viene aiutato dai sovrani che talmente commossi lo aiutano a tornare a Itaca.

### Itaca
Quando arrivò a Itaca con l'aiuto di Atena, Odisseo si travestì da mendicante e venne riconosciuto solo dal suo ormai anziano cane Argo, che morì poco dopo. In seguito si fece ospitare da Eumeo e, dopo essersi rivelato a Telemaco e a Eumeo stesso, si recò alla propria reggia spacciandosi per un mendicante. Qui, schernito dai pretendenti (i Proci), Odisseo partecipa alla gara di arco organizzata da Penelope, che aveva promesso di consegnarsi in sposa a colui che sarebbe riuscito a scoccare una freccia dall'arco del marito facendola passare per le fessure di dodici scuri allineate. Nessuno dei pretendenti riuscì anche solo a tendere l'arco, e così Odisseo chiese di poter fare un tentativo. Sotto gli occhi torvi dei Proci, Odisseo riesce perfettamente nell'impresa di tendere l'arco e scoccare. A questo punto, compie la sua vendetta che aveva preparato con Eumeo, Filezio e il figlio, togliendo tutte le armi ai Proci per poi ucciderli. Euriclea andò a chiamare Penelope per dirle che Odisseo non era morto; quando lei lo vide non disse niente, non si convinceva che fosse suo marito, perciò venne rimproverata da Telemaco e si decise a sottoporlo alla prova del talamo nuziale, chiedendogli di spostarlo. Lui, avendolo intagliato in un ulivo ancora in vita, spiegò che non poteva essere spostato dalla stanza in cui era custodito: Penelope riconobbe il marito e lo strinse forte piangendo.

## Le possibili morti di Ulisse

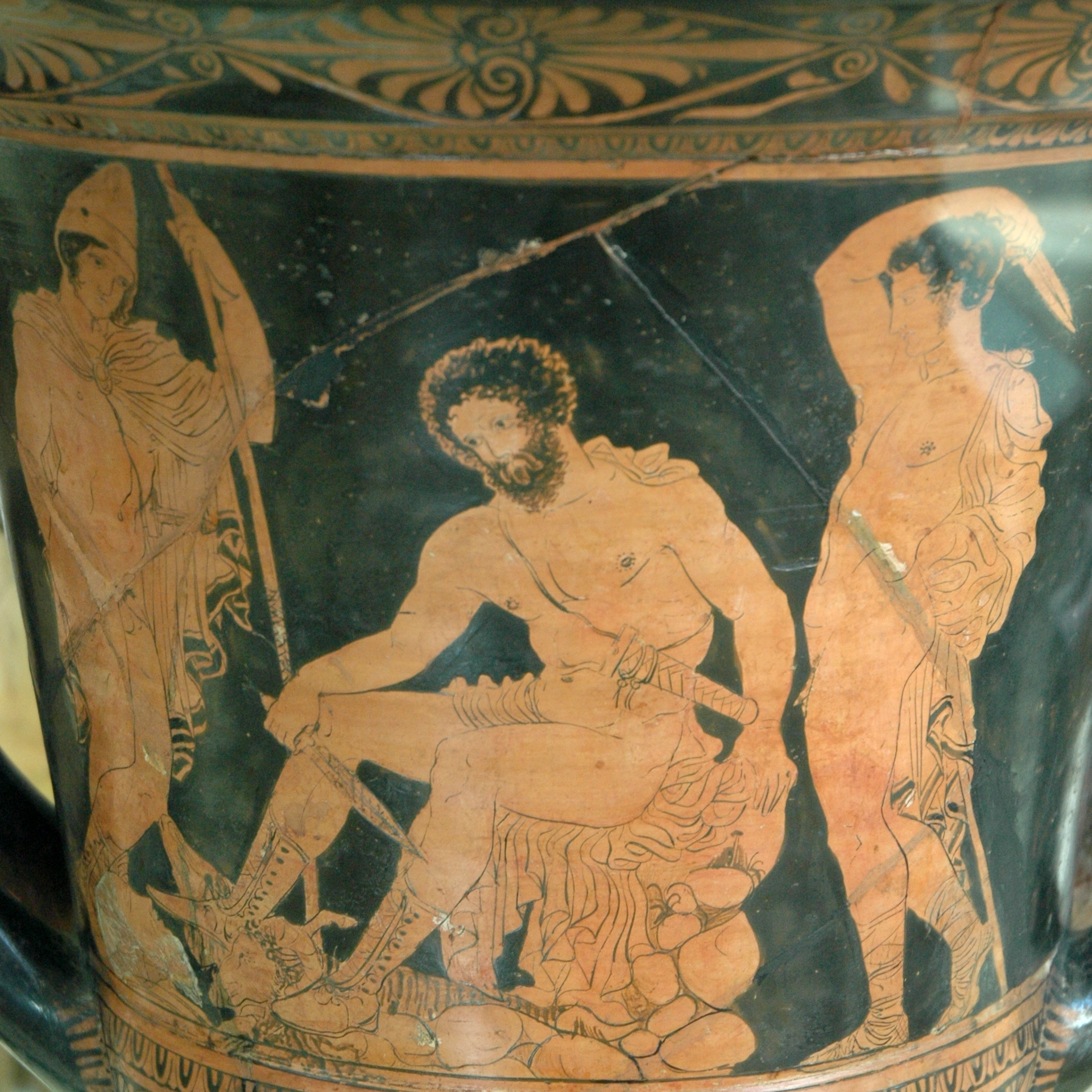
Odisseo e Tiresia

Nel libro undicesimo dell'Odissea, l'indovino Tiresia predice il futuro del re itacese: infatti gli profetizza una morte "Ex halos" (l'espressione significa letteralmente fuori/dal sale, ma questo termine in poesia, se al femminile, può significare anche mare), che vuol dire "dal mare" o "lontano dal mare". Una volta uccisi i Proci, ripartirà verso terre lontane, ai confini del regno di Poseidone, ossia oltre le Colonne d'Ercole. Giungerà a una terra dove non si conoscono il mare e le navi e dove non si condiscono i cibi con il sale. Quando un viandante scambierà il remo di Ulisse per un ventilabro (strumento agricolo consistente in una pala di legno con cui si ventilava il grano sull'aia, allo scopo di separarlo dalla pula) potrà fermarsi, piantare il remo e offrire sacrifici a Poseidone. Tornerà quindi a Itaca, offrirà sacrifici a tutti gli dei e una lieta morte verrà dal mare durante una serena vecchiaia, circondato da popoli pacificati. 
(Odissea, libro XI)
Le ulteriori peregrinazioni di Ulisse e la sua morte sono state trattate in canti epici che non ci sono pervenuti. Per questo, diversi scrittori hanno ipotizzato la possibile morte di Ulisse. Letteratura (antica e moderna) e miti ci narrano sei diverse versioni sulla morte di Ulisse:
- in una epitome lo Pseudo-Apollodoro riferisce le vicende narrate nel poema Telegonia e da Sofocle nella tragedia Odisseo trafitto, opere entrambe perdute. Tornato a Itaca da uno dei suoi viaggi successivi alla strage dei Proci, l'eroe scopre che Telemaco ha lasciato la sua casa. Infatti, dopo che un oracolo gli ha predetto che Ulisse sarebbe morto per mano del figlio, Telemaco ha scelto l'esilio volontario nella vicina Cefalonia. Ulisse, senza esserne a conoscenza, ha dato un figlio a Circe, presso la quale aveva soggiornato nel suo lungo viaggio di ritorno da Troia. Telegono, questo il suo nome, era alla ricerca del padre e, sulle sue orme, giunge a Itaca. Lo sbarco di stranieri provoca un immediato allarme, così Ulisse e le sue guardie scendono alla riva. Ne nasce una battaglia, in cui Ulisse muore proprio per mano di Telegono, colpito da una lancia forgiata da Efesto che sulla punta aveva il pungiglione velenoso di un trigone. Ulisse, ricordando la predizione di Tiresia, si fa condurre davanti lo straniero e conosce la sua identità. Atena accorre in aiuto di Ulisse, non può fare nulla se non confortarlo e convincerlo ad arrendersi al Fato.
- Licofrone, nel poema Alessandra, aggiunge che Ulisse sarebbe stato resuscitato da Circe dopo la morte per mano di Telegono e poi si sarebbe stabilito a Cortona, dove incontra l'ex nemico Enea stabilendo con lui un’alleanza; in seguito gli etruschi lo venerarono sotto il nome di Nanas ("l'errante"). Telemaco avrebbe poi ucciso Circe (in un'altra versione sposa la maga), e Ulisse sarebbe morto di dolore di fronte alle sventure, venendo sepolto a Cortona.
- nella Divina Commedia di Dante Alighieri, Inferno - Canto ventiseiesimo, il poeta immagina l'ultimo viaggio di Ulisse (riferendosi alla versione in latino di Ovidio), l'ultima sfida oltre le Colonne d'Ercole. L'impresa si conclude con il naufragio provocato da un enorme vortice che sorge dal mare quando la sua nave giunge in vista della montagna del Purgatorio e con la morte dell'eroe greco con tutti i suoi compagni.
- ne L'ultimo viaggio (nei Poemi conviviali) di Giovanni Pascoli, Ulisse, passati dieci anni dal suo ritorno, riprende il mare e percorre a ritroso il viaggio dell'Odissea. Ma i suoi ricordi non corrispondono più alla realtà. Presso l'isola delle sirene naufraga e il suo corpo è trasportato dal mare sull'isola di Calipso.
- in L'oracolo di Valerio Massimo Manfredi Ulisse, condannato all'immortalità per l'offesa arrecata a Poseidone, sopravvive fino ai giorni nostri, dove assunta l'identità di un ufficiale della marina militare greca manovra segretamente i protagonisti della vicenda per poter compiere la profezia di Tiresia ed essere finalmente in grado di morire.
- Ulisse, come venne scritto da Plinio il Vecchio, muore di vecchiaia, in maniera serena, come profetizzato da Tiresia, "lontano dal mare" (nel senso di "sulla terraferma" e non per mare, cioè sull'isola di Itaca).

## Ulisse nell'arte
Nell'arte greca, le prime raffigurazioni di Odisseo sono di pittori vascolari del periodo orientalizzante, inizio del VII secolo a.C., dunque immediatamente successive la composizione dell'Odissea stessa. Nelle loro opere la più rappresentata è la scena dell'accecamento di Polifemo da parte di Odisseo e dei suoi compagni, episodio che più di altri evidenzia l'astuzia e l'intelligenza dell'eroe, per cui si vede come sin dall'inizio l'arte figurativa interpreti correttamente la figura di Odisseo, secondo la lettura che ne verrà data nei secoli successivi. In quanto a frequenza di attestazione, poi, per secondo viene l'incontro con Scilla, il peggior pericolo forse tra quelli effettivamente corsi da Odisseo durante le sue peregrinazioni e per terzo, infine, quello con le sirene, simbolo per eccellenza del potere della seduzione della conoscenza.
Dopo l'età protogreca le raffigurazioni del mito di Odisseo, comparse, come s'è detto, improvvisamente e massicciamente nella pittura vascolare e in quella minore nella prima metà del VII secolo a.C., si interrompono quasi del tutto. Per l'età classica ci è pervenuto un solo esempio, un cratere italico del tardo V secolo a.C., che però si riferisce non al testo omerico ma a Il Ciclope, il dramma satiresco di Euripide. Il tema diventerà nuovamente fiorente solo in età ellenistica, per poi diventare una tra le fonti di maggiore ispirazione per l'arte romana.

## Ulisse nella letteratura
Ulisse è, per antonomasia, l'uomo affascinato dall'ignoto. James Joyce prende a modello la sua figura e la sua storia per il suo romanzo, l'Ulisse. Ugo Foscolo vide nel proprio destino di esule somiglianze con quello dell'eroe omerico. Guido Gozzano, in piena polemica antidannunziana, lo presenta ironicamente come una specie di moderno "viveur", con il nome di Re-di-Tempeste (L'ipotesi, 1907).

### Iliade
Nell'Iliade Ulisse non ha un ruolo molto importante, anche se il poeta non manca di sottolineare il suo valore bellico. Nel quinto libro, dopo aver assistito alla morte di Tlepolemo per mano di Sarpedonte, egli decide di non inseguire l'assassino del suo compagno, ma di attaccare gli altri guerrieri lici, uccidendo Cerano, Alastore, Cromio, Alcandro, Alio, Noemone e Pritani. In seguito Ulisse lo si vede per lo più a fianco di Diomede, ed è con lui che compie le imprese più note: nel decimo libro, i due assaltano il campo dei Traci, con Diomede che sgozza i nemici addormentati e Ulisse che gli copre le spalle: nell'undicesimo, Ulisse colpisce a morte il giovane Molione, valletto e auriga del re asiatico Timbreo, ucciso poco prima da Diomede. Egli è anche, insieme ad Agamennone, Diomede, Aiace Telamonio, Aiace Oileo, Idomeneo, Merione, Euripilo e Toante, tra coloro che si offrono di affrontare Ettore in duello. In seguito durante i giochi funebri in onore di Patroclo, Odisseo partecipa alla gara di lotta affrontando Aiace Telamonio. Ulisse riesce a tenere testa ad Aiace grazie alla sua astuzia, ma Achille ferma la gara assegnando la vittoria a entrambi. Inoltre partecipa anche alla gara di corsa insieme ad Aiace Oileo e Antiloco; ottiene la vittoria grazie all'aiuto di Atena.

### Odissea

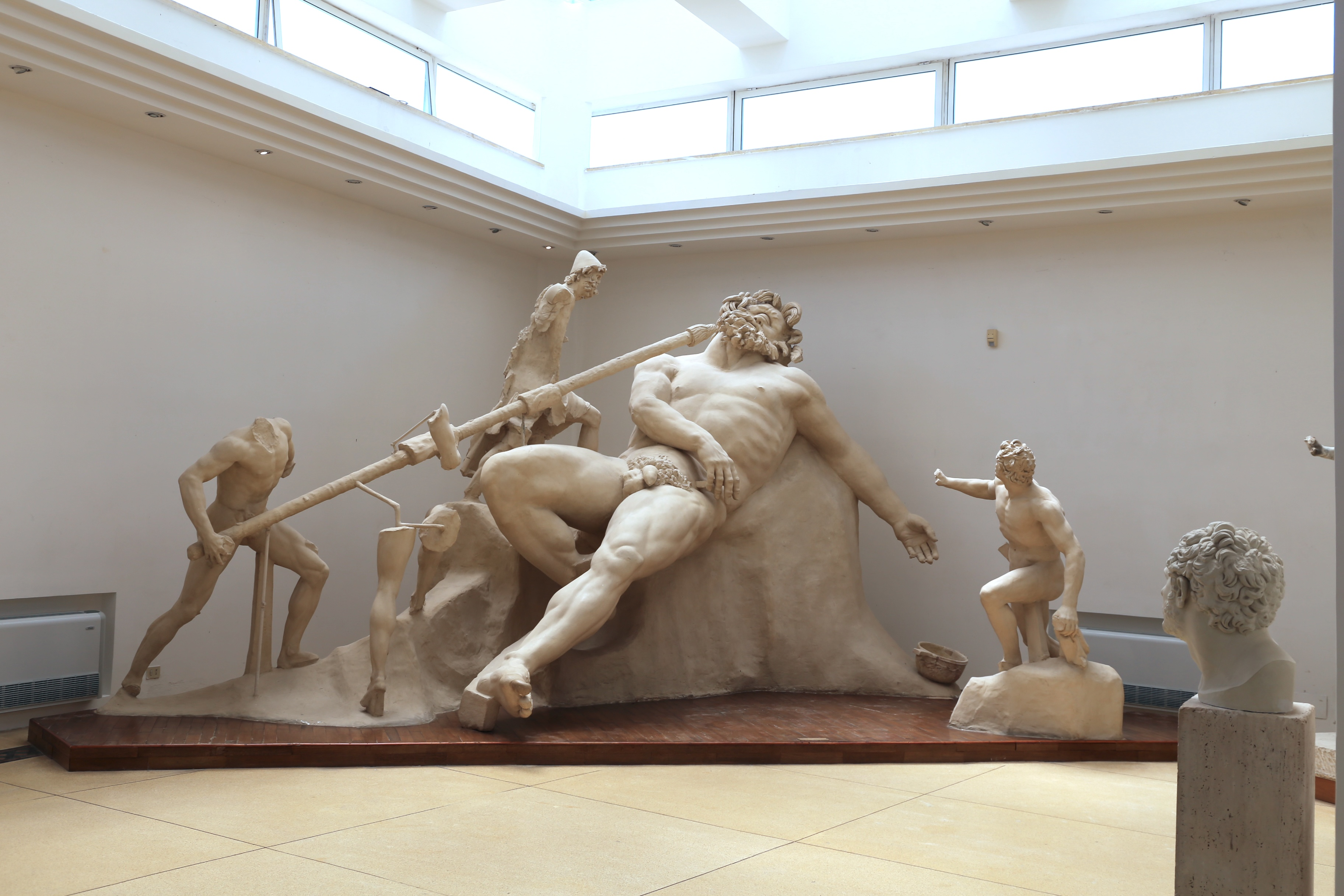
Gruppo di Polifemo, Sperlonga

L'Odissea è uno dei nostoi (o ritorni) che raccontano le avventure degli eroi omerici dopo la guerra, ma tra tutti questi poemi (in principio trasmessi oralmente) è certamente il più famoso. La fama del poema è certamente legata al suo personaggio principale che rappresenta, anche secondo la nozione comune, l'uomo moderno. Una caratteristica di Ulisse è certamente la tradizionale καλοκαγαθία (=benignità) eroica, l'essere di bell'aspetto ed eticamente virtuoso, cui aggiunge uno straordinario senso pratico e una grande curiosità che, unita al suo incredibile ingegno, lo rendono capace di risolvere ogni ostacolo con successo.
Si deve inoltre ricordare che Ulisse nel suo viaggio all'interno dell'Ade incontra anche la madre, morta di dolore dopo la partenza del figlio per la guerra. Odisseo vede poi amici e personaggi illustri (come Achille, il giudice Minosse, Orione): vede anche i dannati, come Tantalo e Sisifo. Tuttavia le anime che Ulisse incontra nell'Ade sono prive di vera e propria forza interiore, sono prive di ricordi, sono ombre presentate sotto forma di sogni. Esse infatti hanno bisogno di sangue (ed è per questo che Circe dona a Ulisse e ai suoi compagni un agnello e una pecora nera da sacrificare) per ricordare le loro vite passate, e le rimpiangono amaramente. Anche per questo l'Odissea può essere considerata un "proseguimento dell'Iliade": alla morte di personaggi illustri come Achille, Ettore o Patroclo, i nemici o gli eroi stessi annunciano il rimpianto, molto diverso dalla nostra concezione di morte attuale, l'andare in un mondo migliore, onore concesso solo a pochi fortunati parenti, amici o umani amati dagli dei.
I morti rimpiangono la luce del sole perché è la cosa che ricorda più ai defunti la vita, l'amore, la vendetta, gli istinti primordiali dell'uomo. La madre e la moglie di Ulisse sono intese come persone "buone" e molto legate alla famiglia per fedeltà e forza d'animo, così come nell'Iliade lo sono la madre e la moglie di Ettore, Ecuba e Andromaca, che mal sopportano la morte di Ettore ma continuano la loro vita, amaramente.

### Aiace
Nella tragedia di Sofocle Aiace, che prende il nome dal protagonista, Ulisse è colui che con Agamennone e Menelao ha suscitato l'ira, e con essa la follia di Aiace. La tragedia ha infatti inizio con Aiace che ha trucidato di notte un intero gregge di pecore, credendole soldati greci a causa di un inganno di Atena, perché voleva vendicarsi della decisione da parte dei due Atridi di assegnare a Ulisse, piuttosto che a lui, le armi del defunto Achille.
Tuttavia in questa tragedia Ulisse ha un ruolo quasi marginale, ma alla fine è lui a intervenire nella lite fra Teucro (figlio di Telamone e fratellastro di Aiace) che voleva seppellire il corpo del fratellastro suicida, e i due capi Atridi che volevano invece negare al cadavere la sepoltura per punirlo del tentato eccidio. Ulisse infatti entra in scena e con poche parole riesce a convincere Agamennone a lasciare che Aiace venga sepolto in virtù dei suoi meriti e del suo passato apporto all'esercito greco.
Teucro tuttavia non gli permetterà di partecipare alla sepoltura, come egli avrebbe invece voluto, per non fare cosa sgradita al defunto.
Va ricordato inoltre che nell'Odissea (Libro XI), quando Ulisse andrà nel regno dell'Ade e incontrerà fra gli altri personaggi Aiace, costui si rifiuterà orgogliosamente di rivolgergli la parola e riappacificarsi con lui.

### Eneide
Nel poema virgiliano Ulisse compare in carne e ossa nel libro II: calatosi dal cavallo di legno con molti altri Achei, entra in Troia, dove ferisce Pelia, un amico di Enea. Nel libro VI si scoprirà anche che durante la presa della città egli ha fatto irruzione insieme a Menelao nella casa di Deifobo, come narrato dalla stessa vittima (incontrata da Enea nell'Ade); che però non rivela il nome del suo assassino.

### Divina Commedia
Nel ventiseiesimo canto dell'Inferno Ulisse è condannato assieme a Diomede nella bolgia dei consiglieri di frode a causa degli inganni perpetrati (il cavallo di Troia, quello ai danni di Achille e il furto del Palladio) e ne viene anche narrata la morte: incapace di frenare la sua smania di conoscenza, Ulisse spinse i suoi compagni oltre le colonne d'Ercole naufragando poco prima di poter sbarcare sull'isola nella quale si trova la montagna del Purgatorio. Per Dante il "folle volo" rappresenta la volontà di superare i limiti della finitezza umana senza però il sostegno della Grazia divina in una sorta di ribellione contro l'ordine stabilito da Dio: Ulisse è perciò un magnanimo che però, oltre ad aver provocato con le sue menzogne dolore e sofferenza, vuole farsi simile a Dio stesso dimenticando di essere un semplice uomo ed esaltando la propria intelligenza al punto di trasformare ciò che è positivo (il desiderio di seguire "virtute e canoscenza") in un'irragionevole negazione di ogni limite.

### Ulisse nella letteratura post-dantesca
Il poema Ulysses di Alfred Tennyson (pubblicato nel 1842) presenta un re anziano che ha visto troppi eventi del mondo per essere felice di stare seduto su un trono a oziare. Lasciando il compito di civilizzare il suo popolo al figlio, riunisce una banda di vecchi compagni “per navigare oltre il tramonto” ("to sail beyond the sunset").
Ugo Foscolo nel sonetto A Zacinto fa di Ulisse la metafora della condizione umana e dell'esilio. Giovanni Pascoli nella poesia L'ultimo viaggio che fa parte dei Poemi conviviali, interpreta Ulisse in chiave moderna come un personaggio triste e deluso, pieno di dubbi, alla ricerca della propria identità, con la sempre presente ansia di cogliere il vero senso delle cose. L'Ulisse pascoliano afferma che "Il mio sogno non era altro che sogno, e vento e fumo". Poi la sua nave naufraga. Il passato riserva solo sogni, e l'unica realtà per l'uomo è la perenne attualità del morire, un annullamento definitivo nel silenzio della morte.
Gabriele D'Annunzio vede nell'eroe omerico il modello di superuomo che egli stesso vorrebbe incarnare. Nel primo libro delle Laudi il poeta immagina di incontrare l'eroe omerico che naviga nel mar Jonio in solitudine, sprezzante del pericolo, eroe che naviga verso la pienezza radiosa della vita.
Guido Gozzano nella poesia L'ipotesi fa una parodia di Odisseo. Qui è diventato un playboy con un moderno yacht che tocca con "liete brigate" varie spiagge del mar Mediterraneo ove si trovano donne di facili costumi. Si tratta di una dissacrazione dell'aristocratico Ulisse - superuomo dannunziano.
Il navigare come metafora della vita è il tema dell'Ulisse in Umberto Saba e James Joyce. Saba nella poesia Ulisse con cui termina la raccolta Mediterranee, interpreta il mito di Odisseo come una costante disponibilità agli impulsi del profondo, in solitudine e dolore, praticamente incapace di concludere l'ultimo momento dell'esistenza, la morte.
L'ulissismo di Saba si rifà a quello di Joyce, autore del romanzo Ulisse, il cui protagonista, Leopold Bloom, è un antieroe che, con una inversione ironica, vive in un solo giorno le ventennali peregrinazioni dell'Ulisse omerico, e diventa emblema delle virtù e dei vizi umani.
I poeti greci dell'Ottocento e del Novecento riprendono il mito di Odisseo. In Ghiorgos Seferis l'ulissismo diviene simbolo delle vicende personali dell'autore e della storia della Grecia con tutte le sofferenze della stirpe greca per secoli assoggettata al dominio dei Turchi Ottomani, nonché il desiderio nostalgico del nostos, il ritorno in patria (il poeta stesso conobbe l'esilio).
Kostantinos Kavafis nella poesia Itaca mostra invece il viaggio verso l'isola come metafora del viaggio della vita di cui dovrà assaporare tutte le esperienze, senza temere delusioni e dolori, e arricchendosi di nuove conoscenze ed esperienze.
Il cantautore e scrittore italiano Francesco Guccini ha dedicato a Ulisse la canzone "Odysseus", compresa nell'album Ritratti. Il testo riprende molti stilemi della tradizione letteraria. Ad esempio, il verso "E i remi mutai in ali al folle volo / Oltre l'umano" richiama Dante, Inferno, Inferno XXVI, 125: "de’ remi facemmo ali al folle volo".

## Cinema e televisione
Il cinema e la televisione non potevano non interessarsi a una figura affascinante e complessa come quella di Ulisse. La prima trasposizione cinematografica delle gesta dell'eroe greco risale al 1911 per opera di Giuseppe de Liguoro. Nel 1955 arrivò sul grande schermo il film Ulisse, con l'interpretazione di Kirk Douglas, e con Silvana Mangano nel ruolo di Penelope, sotto la regia di Mario Camerini, ma si tratta di una realizzazione con una scarsissima aderenza al testo omerico. Nel 2004 Ulisse compare come personaggio secondario nel film colossal epico Troy di Wolfgang Petersen, interpretato da Sean Bean.
Diverso è il caso dello sceneggiato televisivo Rai Odissea (1968), regia di Franco Rossi, con Bekim Fehmiu e Irene Papas. A parte qualche eccezione, questa trasposizione televisiva del poema riassume per intero e in modo fedele la storia narrata da Omero.
Un altro esempio di contrasto con l'epopea omerica è invece la miniserie televisiva L'Odissea (1997) di Andrej Končalovskij, interpretata - fra gli altri - da Armand Assante, nella parte del protagonista, Greta Scacchi, Isabella Rossellini, e di nuovo Irene Papas, e che aggiunge elementi di altri poemi epici.
Canale 5, nel 1991, ha realizzato una versione musical in chiave comica de L'Odissea, con la regia di Beppe Recchia.
Un altro Ulisse, in chiave di parodia è stato quello rappresentato nel 1964 dal Quartetto Cetra in Biblioteca di Studio Uno.
Nel luglio 2012 su Rai 2 è andato in onda un cartone animato intitolato Ulisse. Il mio nome è Nessuno che, pur raccontando le peripezie dell'eroe greco, introduce avvenimenti o personaggi inesistenti nel poema di Omero.
Nello stesso anno lo scrittore Valerio Massimo Manfredi ha pubblicato un romanzo con un titolo molto simile: Il mio nome è Nessuno.
Nel 2025 esce nelle sale cinematografiche italiane il film Itaca - Il ritorno, con la regia di Uberto Pasolini: il film affronta l'arrivo dell'eroe omerico ad Itaca e la vendetta contro i Proci.

## Cultura di massa
A Ulisse è intitolato il cratere Odisseo (di 445 km di diametro) su Teti.
Nella serie I Cavalieri dello Zodiaco compaiono due personaggi di nome Odisseo: uno è un Angel, un guerriero dei cieli al servizio degli dei, tanto abile da ritorcere gli attacchi nemici contro gli stessi avversari; compare nel film I Cavalieri dello zodiaco: Le porte del paradiso; l'altro è un Gold Saint, il 13º, discendente di un antenato che indossando la stessa armatura peccò di arroganza credendosi pari agli Dei dell'Olimpo; compare nel manga Saint Seiya: Next Dimension, ambientato due secoli prima della storia originale.

## Il palazzo di Ulisse
Dopo un'appassionata ricerca che perdurava da 16 anni, un'équipe dell'università greca di Ioannina, guidata dal prof. Athanasios Papadopulos, ha trovato nel 2010 quelle che ritiene essere le tracce del palazzo dell'eroe omerico. A conferma del valore storico del racconto di Omero, il luogo del ritrovamento è Exogi, nel nord dell'isola di Itaca.
Gli indizi sull'identità del palazzo sono molteplici, tra i quali in particolare rilevano la forma del palazzo, simile ad altri palazzi regi micenei, alcuni manufatti ritrovati e una fontana databile intorno al XIII secolo a.C. Gli esperti italiani che hanno commentato la notizia sono cauti, ma concordano sull'importanza della certezza di un palazzo regio nell'isola.
Più incline a dar credito alla convinzione del collega greco è lo storico Luciano Canfora, che sottolinea l'attendibilità storica dei poemi omerici in genere.